# 小葉荊棘介
小葉荊棘介（学名：Aeanthoeythereis lobulia）为粗面介科荊棘介屬下的一个种。